# C.W. Bishop
Cecil William "C.W." Bishop, född 29 juni 1890 i Johnson County i Illinois, död 21 september 1971 i Marion i Illinois, var en amerikansk politiker (republikan). Han var ledamot av USA:s representanthus 1941–1955.
Bishop ligger begravd på Oakwood Cemetery i Carterville i Illinois.